# みやすのんき
みやす のんき（1962年11月1日 - ）は、日本の漫画家。東京都出身。中央大学卒業。代表作『やるっきゃ騎士』『冒険してもいい頃』『桃香クリニックへようこそ』『AVない奴ら』など。

## 略歴
中央大学在学中は、漫画研究会に所属。この時の仲間に山田貴敏、山本貴嗣、河合単らがいた。在学中より、ロリコンメーカー、洋森しのぶ（または、ひろもりしのぶ）名義で『劇画ジッパー』や『漫画ブリッコ』などに執筆していた。
1984年、『月刊少年ジャンプ』にて『やるっきゃ騎士』、『月刊少年チャンピオン』にて『LOVE LOVE アミィ』を発表し、みやすのんき名義で同時デビュー。当時『月刊少年マガジン』に連載されていた『Oh!透明人間』『ハートキャッチいずみちゃん』などと並び少年漫画誌としては過激なお色気シーンで話題となる。1985年には『週刊少年ジャンプ』にて『うわさのBOY』を連載。『週刊少年マガジン』『週刊少年サンデー』にも連載や読み切りを発表する。
1987年には『ビッグコミックスピリッツ』にて『冒険してもいい頃』を連載し、青年漫画誌に進出した。以降は『週刊モーニング』『ミスターマガジン』『週刊ヤングジャンプ』『ビジネスジャンプ』等で執筆。
お色気漫画だけでなくSFやホラー、伝奇やそれらをお色気と融合させた作品も多く描いている。この分野での作品集『リフレッシュ』（1985年、白泉社、後に電子書籍化）もある。
現在は自作映像作品の脚本、演出のほかに講談社『MiChao!』にて『ヴァイブ』、『ケータイ★まんが王国』にて配信中の七波のろ『AVない若奥さま』の原作など多岐にわたり活躍中。

## マラソン
50歳を迎えた2014年から不摂生な生活と太り過ぎを反省。マラソンに取り組むようになり、1年半でサブスリー（3時間以内でのフルマラソン完走）を達成し、その間に体重も85kgから55kgまで減少した。これらの経験を基にした著書を複数刊行している。

## その他
- 連載作品の主人公の出身地が仙台や北海道などの東日本出身者が多く、自身も東京都出身。
- 過去に『メタルキッズ』という雑誌で編集をしていた。
- サンドウィッチマンの、単独ライブなどで行われるコントの中で、富澤たけしのボケに対して伊達みきおが「呑気か！」と突っ込んだ後、「みやすのんきか！」と続ける場面が度々見受けられている。[要出典]
- 趣味は散歩、食べ歩き[1]。
- エロティックな描写の基準（怒られないレベル）は「永井豪」としていた。
- 『やるっきゃ騎士』の頃は、他の作品と合わせて月に150ページを描いていた。

## 著書
- 特機獣サツキ
- 新AVない奴ら
- やるっきゃ騎士
- うわさのBOY（あいつ）
- 冒険してもいい頃
- ヘビメタ甲子園
- リフレッシュ
- 僕はミニに恋してる
- 厄災仔寵
- 桃香クリニックへようこそ
- AV（あぶ）ない奴ら
- AVない若奥様（原作）
- 快感トリップ凛（原作）
- ヴァイブ
- Oh・パンタクBOY
- REFRESH
- 東京ナンパすとりーと
- ゴルフ19
- 嗚呼!!ポルシェへの道（自動車雑誌「NAVI」にて連載していたエッセイの単行本）
- ドリームラバーズ
- 『走れ! マンガ家ひぃこらサブスリー 運動オンチで85kg 52歳フルマラソン挑戦記!」』（2015年、実業之日本社）ISBN 978-4408111711
- 『あなたの歩き方が劇的に変わる! 驚異の大転子ウォーキング』（2016年、彩図社 ）ISBN 978-4801301887
- 『「大転子ランニング」で走れ! マンガ家 53歳でもサブスリー』（2017年、実業之日本社）ISBN 978-4408112077
- 『誰も教えてくれなかったマラソンフォームの基本 遅く走り始めた人ほど大切な60のコツ』（2017年、カンゼン）ISBN 978-4862554406
- 『サブスリー漫画家 激走 山へ！』（2018年、実業之日本社）ISBN 978-4408338002

・『アルティメットフォアフット走法 56歳のサブスリー！エイジシュートへの挑戦』（2019年、実業之日本社）ISBN 978-4408-338712

### ひろもりしのぶ名義
- オトナなんかだいっきらい!!　ひろもりしのぶ第1作品集 白夜書房  1983
- バナナシスターズ  白夜書房(白夜コミックス) 1985/3
- Oh!ポテトboy―ちょっとカゲキなオフィスLove 白夜書房 1987/2
- 眠っちゃいやよ フランス書院コミック文庫　1987/9
- いたずらしないで! フランス書院コミック文庫　1988/4
- わくわくさせて フランス書院コミック文庫 1992/7
- オトナとバナナ 英知出版(EC COMICS DELUX) 2002/12
- ひろもりしのぶ選集 復刊ドットコム　2015/3/18

## 映像作品

### OVA
- 冒険してもいい頃1 初挑戦！AV業界!!（1989年）
- 冒険してもいい頃2 青春！燃えてクランクイン！（1990年）
- 冒険してもいい頃3 アポロ軍団ゲリラ撮影隊参上！（1990年）
- 厄災仔寵（1997年5月21日）

### オリジナルビデオ
- 冒険してもいい頃（1992年12月19日）
- 冒険してもいい頃2（1993年5月28日）
- 厄災仔寵 死神たちの罠（1997年4月25日）
- 厄災仔寵2 悪霊たちの学園篇（1997年10月2日）
- 桃香クリニックへようこそ（2008年9月19日） - 原作/監修を担当
- AVない奴ら（2008年10月17日） - 原作/監修/音楽を担当

### アダルトビデオ
- みやすのんき妄想エロ漫画AV メイド探偵亜美（2008年9月13日） - 原案/脚本/演出/音楽を担当

## ゲーム
- みやすのんきのクイズ18禁 - アーケードゲーム
- バイトヘル2000 - ゲーム内のミニゲーム「悦びのハンドベル」の作画

## アシスタント
- 紅林直[2]
- 熊谷カズヒロ
- 鈴木がんま

## その他
- 週刊誌 FLASH 2015年12月22日号の「お色気マンガベスト10」に『やるっきゃ騎士』がランクインし、コメントした。